# 19596 Спегорларсон
19596 Спегорларсон (19596 Spegorlarson) — астероїд головного поясу, відкритий 14 липня 1999 року.
Тіссеранів параметр щодо Юпітера — 3,448.